# Paullinia faginea
Paullinia faginea är en kinesträdsväxtart som först beskrevs av Triana & Planchon, och fick sitt nu gällande namn av Ludwig Radlkofer. Paullinia faginea ingår i släktet Paullinia och familjen kinesträdsväxter. Inga underarter finns listade i Catalogue of Life.